# Драгослав Дедовић
Драгослав Дедовић (Земун, 1963) српски је песник, преводилац, новинар и уредник.

## Биографија
Иако је рођен у Земуну, одрастао је у Босни и Херцеговини, где је након студија журналистике у Сарајеву радио као новинар за различите медије и похађао постдипломске студије социологије културе у Београду. Од 1990. до 1992. године био је уредник у једној тузланској издавачкој кући.
Напустио је бившу Југославију након почетка рата у Босни и Херцеговини и 1992. године се настанио у Немачкој. Као стипендиста Фондације Хајнрих Бел 1999. године одбранио је магистарску тезу на интердисциплинарним Европским студијама у Ахену. Од 1999. до 2006. радио је као новинар радија Дојче веле у Келну и Бону. Од 2006. до краја 2008. године боравио је у Београду као директор Регионалне канцеларије за Југоисточну Европу Фондације Хајнрих Бел. Од 2009. поново је у Немачкој, прво у Берлину а потом у Келну, где до 2012. ради као референт за западни Балкан у Форуму Цивилне мировне службе. До 2018. је главни уредник Програма на српском медијске куће Дојче веле, а потом преузима место дописника из Београда. Политичке анализе, есеје и литерарне текстове објављује и на немачком, преводи са немачког и на немачки. Члан је Српског књижевног друштва.
Добитник је низа признања, међу којима су Годишња награда за најбољу књигу Друштва писаца БиХ (2005), „Печат вароши сремскокарловачке” (2012), те Награда "Бранко Миљковић" (2024).

## Објављена дела

### Лирика
- Изађимо у поље, Сарајево 1988.
- Циркус Европа, Тузла 1990.
- ( О племенитим убицама и најмљеним хуманистима ), 44 Gedichte/pjesme & 1 Essay/esej. Klagenfurt/Celovec 1997. Двојезично.
- , Сарајево 2001 ( преведено на немачки , Клагенфурт 2001).
- Cafe Sumatra, Сарајево 2005.
- Динарски Буда, Београд 2008.
- За клавир и диџериду, изабране и нове песме, Београд 2010.
- Gloria mundi, сабране римоване песме, Бранково коло Сремски Карловци 2013.
- Усијанје, Нови Сад, 2013.
- Унутрашњу исток, Сарајево, 2015.
- Земља под абажуром, изабране и нове песме, Сарајево, 2021.
- Фјодоров џез, Краљево, 2023.

### Приредио
- Евакуација, Избор сувремене бх приче, Сплит 1999.
- Избор савремене бх Приче, Клагенфурт 1999.
- Под притиском, Панорама савремене приче из БиХ. Београд 2008.
- Ноје рундшау - Србија, тематски број часописа, заједно са Изабелом Купски, Франкфурт 2010.
- Улазница / Eintrittskarte - Србија, панорама поезије 21.века, двојезично, Клагенфурт 2011.
- Ostwärts, westwärts, избор поезије Снежане Минић, двојезично, Клагенфурт 2012
- Burn, baby, burn, избор поезије Звонка Крановића, двојезично, Клагенфурт 2013.
- Schamanin, избор поезије Данице Вукићевић, двојезично, Клагенфурт 2014.
- Der tägliche Weltuntergang, избор поезије Стевана Тонтића, двојезично, Клагенфурт 2015.

## Приредио и превео

### са немачког
- Цена помирења /Der Preis der Versöhnung. Два есеја Хајнриха Бела. Двојезично, Београд 2007.
- Ја сам анђео очајања, избор из лирике Хајнера Милера, Београд 2010.
- Голубје срце, роман Мелинде Нађ Абоњи, Београд, 2012.
- Уочи светковине,роман Саше Станишића, Сарајево, 2015.
- Трешњевина и стара осјећања, роман, Марица Бодрожић, Сарајево 2017.
- Добри дани, роман Марка Динића, Сарајево 2020.
- Војник корњача, Роман, Мелинде Нађ Абоњи, Нови Сад 2020
- Прича о Харију Гелбу, песме, Јерг Фаузер, Београд 2021.
- Поријекло, роман Саше Станишића, Сарајево, 2022.
- Путница на једној нози, роман, Херта Милер, Сарајево, 2022.
- Сабрано ћутање доктора Муркеа, сатиричне приче Хајнриха Бела, Кикинда, 2022.
- Рђа, кратке приче, Ги Хелмингер, Кикинда 2022.

### на немачки
- . Проза Јована Николића, Клагенфурт 2011.